# غولدنديل
غولدنديل (واشنطن) (بالإنجليزية: Goldendale, Washington)‏ هي مدينة تقع في الولايات المتحدة في مقاطعة كليكيتات، واشنطن. يقدر عدد سكانها بـ 3,407 نسمة ومساحتها 6.53 كم2 وترتفع عن سطح البحر 499 متر.

## التركيبة السكانية
قام مكتب تعداد الولايات المتحدة بتحديد بيانات التركيبة السكانية لغولدنديلفي تعداد الولايات المتحدة. في ما يلي، التركيبة السكانية حسب تعدادي 2000 و2010.

### تعداد عام 2000
بلغ عدد سكان غولدنديل 3,760 نسمة بحسب تعداد عام 2000، وبلغ عدد الأسر 1,515 أسرة وعدد العائلات 963 عائلة مقيمة في المدينة. في حين سجلت الكثافة السكانية 1,592.6 نسمة لكل ميل مربع (614.9/كم2). وبلغ عدد الوحدات السكنية 1,690 وحدة بمتوسط كثافة قدره 715.8 نسمة لكل ميل مربع (276.4/كم2).
وتوزع التركيب العرقي للمدينة بنسبة 87.42% من البيض و 4.63% من الأمريكيين الأصليين و 0.72% من الأمريكيين ذوي الأصول الآسيوية و 0.27% من سكان جزر المحيط الهادئ و 0.21% من الأمريكيين الأفارقة و 2.69% من عرقين مختلطين أو أكثر.
بلغ عدد الأسر 1,515 أسرة كانت نسبة 34.4% منها لديها أطفال تحت سن الثامنة عشر تعيش معهم، وبلغت نسبة الأزواج القاطنين مع بعضهم البعض 46.4% من أصل المجموع الكلي للأسر، ونسبة 12.7% من الأسر كان لديها معيلات من الإناث دون وجود شريك، وكانت نسبة 36.4% من غير العائلات. تألفت نسبة 31.3% من أصل جميع الأسر من أفراد ونسبة 14.1% كانوا يعيش معهم شخص وحيد يبلغ من العمر 65 عاماً فما فوق. وبلغ متوسط حجم الأسرة المعيشية 3.02، أما متوسط حجم العائلات فبلغ 2.41.
بلغ العمر الوسطي للسكان 36 عاماً. وكانت نسبة 28.4% من القاطنين تحت سن الثامنة عشر، وكانت نسبة 7.7% بين الثامنة عشر والأربعة وعشرون عاماً، ونسبة 26.1% كانت واقعةً في الفئة العمرية ما بين الخامسة والعشرون حتى والأربعة وأربعون عاماً، ونسبة 22.6% كانت ما بين الخامسة والأربعون حتى الرابعة والستون، ونسبة 15.2% كانت ضمن فئة الخامسة والستون عاماً فما فوق. يوجد لكل 100 أنثى 90.6 ذكر، ويوجد لكل 100 أنثى في الثامنة عشر من عمرها فما فوق 89.4 ذكر.
بلغ متوسط دخل الأسرة في المدينة 26,030 دولار، أما متوسط دخل العائلة فبلغ 33,866 دولار. وكان متوسط دخل الذكور 36,977 دولار مقابل 22,289 دولار للإناث. وسجل دخل الفرد الخاص بالمدينة 13,111 دولار. وكانت نسبة 21.9% من العائلات ونسبة 25.4% من السكان تحت خط الفقر، وكان من هؤلاء نسبة 30.5% تحت سن الثامنة عشر ونسبة 26.3% في الخامسة والستين من العمر وما فوق.

### تعداد عام 2010
بلغ عدد سكان غولدنديل 3,407 نسمة بحسب تعداد عام 2010، وبلغ عدد الأسر 1,462 أسرة وعدد العائلات 858 عائلة مقيمة في المدينة. في حين سجلت الكثافة السكانية 1,352.0 نسمة لكل ميل مربع (522.0/كم2). وبلغ عدد الوحدات السكنية 1,635 وحدة بمتوسط كثافة قدره 648.8 لكل ميل مربع (250.5/كم2).
وتوزع التركيب العرقي للمدينة بنسبة 88.3% من البيض و 4.1% من الأمريكيين الأصليين و 0.5% من الأمريكيين ذوي الأصول الآسيوية و 0.1% من سكان جزر المحيط الهادئ و 0.4% من الأمريكيين الأفارقة و 2.6% من عرقين مختلطين أو أكثر.
بلغ عدد الأسر 1,462 أسرة كانت نسبة 29.6% منها لديها أطفال تحت سن الثامنة عشر تعيش معهم، وبلغت نسبة الأزواج القاطنين مع بعضهم البعض 39.7% من أصل المجموع الكلي للأسر، ونسبة 13.9% من الأسر كان لديها معيلات من الإناث دون وجود شريك، بينما كانت نسبة 5.1% من الأسر لديها معيلون من الذكور دون وجود شريكة وكانت نسبة 41.3% من غير العائلات. تألفت نسبة 35.1% من أصل جميع الأسر من أفراد ونسبة 14.4% كانوا يعيش معهم شخص وحيد يبلغ من العمر 65 عاماً فما فوق. وبلغ متوسط حجم الأسرة المعيشية 2.96، أما متوسط حجم العائلات فبلغ 2.30.
بلغ العمر الوسطي للسكان 40.4 عاماً. وكانت نسبة 25.1% من القاطنين تحت سن الثامنة عشر، وكانت نسبة 8.2% بين الثامنة عشر والأربعة وعشرون عاماً، ونسبة 22.7% كانت واقعةً في الفئة العمرية ما بين الخامسة والعشرون حتى والأربعة وأربعون عاماً، ونسبة 27% كانت ما بين الخامسة والأربعون حتى الرابعة والستون، ونسبة 17.1% كانت ضمن فئة الخامسة والستون عاماً فما فوق. وتوزع التركيب الجنسي للسكان بنسبة 48.5% ذكور و51.5% إناث.